# Юрай Шпітцер
Юрай Шпітцер (словац. Juraj Špitzer; *14 серпня 1919, Крупіна — †11 жовтня 1995, Братислава) — словацький літературний історик, публіцист, письменник і журналіст єврейського походження.

## Життєпис
Народився у бідній єврейській родині у провінційному містечку Крупіна.
У 1938 він вивчав медицину в Празі, але через його єврейське походження і через гоніння на Євреїв у Словаччині часів фашистської диктатури Тісо не зміг закінчити навчання. Його батьків було вивезено до Освенціма, а Юрай інтернований протягом двох років у збірному концентраційному таборі Новаки. Там вступив до підпільної антифашистської організації. Брав участь у Словацькому національному повстанні, був командиром партизанської єврейської одиниці. Після війни вивчав філософію і французьку мову в університеті імені Коменського в Братиславі.
Працював в інституті літератури Словацької академії наук. Був головним редактором «Культурного життя», секретарем Спілки чехословацьких письменників.
Після окупації Чехословаччини радянськими військами його виключили з комуністичної партії, в 1969 був виключений з організації письменників, позбавлений посади науковця з забороною публікуватися.
До оксамитної революції (листопад 1989) працював чорноробом, був дисидентом.

## Творчість
Автор романів: «Білі хмари», словац. «Patrím k vám», словац. «Letná nedeľa» Написав сценарії до фільмів: словац. «Posledný návrat», словац. «Zaprášené histórie», свідоцтво про концентраційний табір Новаки «Я не хотів бути євреєм» (1994). Незабаром після смерті вийшла збірка: «Горить при повній темряві», де Шпітцер глибоко опрацював проблематику так званого Єврейського питання і питання Голокосту, явища влади і насильства, з початку історії і до сьогодення.
Був також автором книжки проти «буржуазного націоналізму» і «космополітизму» 1951 року.

## Переклади українською
У 2000 у видавництві «Веселка» тиражем 1000 примірників у перекладі Дмитра Андрухіва вийшла книга «Я не хотів бути євреєм».